# ズグロカモメ
ズグロカモメ（頭黒鴎、Saundersilarus saundersi）は、鳥綱チドリ目カモメ科ズグロカモメ属（Saundersilarus）に分類される鳥類。

## 分布
大韓民国、中華人民共和国、台湾、朝鮮民主主義人民共和国、日本、ベトナム
黄海や渤海沿岸で繁殖し、冬季になると大韓民国や中華人民共和国南東部・台湾・日本・ベトナムで越冬する。日本には冬季に越冬のため主に九州に飛来するが（冬鳥）、本州西部・四国・沖縄県でも少数が越冬する。

## 形態
全長29 - 32センチメートル。翼長27 - 28センチメートル。翼開張87 - 91センチメートル。体重200 - 215グラム。頭部は丸みを帯びる。上面は淡青灰色、下面は白い。静止時には風切羽先端が白と黒の縞模様に見える。
嘴は太くて短く、色彩は黒い。後肢は濃赤色。
夏羽は頭部が黒く、和名の由来になっている。眼の周囲は白い。冬羽は頭部が白く、眼後部に黒い斑紋が入る。

## 分類
以前はカモメ属Larusに分類されていた。2005年に発表されたカモメ科53種のミトコンドリアDNAのシトクロムbおよび制御領域の分子系統解析では、旧カモメ属がヒメクビワカモメを含まない偽系統群という解析結果が得られた。この解析結果から旧カモメ属を細分化する説が提唱され、系統関係は不明な点はあるものの形態から本種のみでSaundersilarus属（1926年に記載）に分類することが提唱された。Birdlife Internatinalでは2018年の時点で、Clements Checklistでは2019年の時点で本種をモノタイプ（1属1種）としている。 一方でIOC World Bird Listでは、系統関係が不明なことから2020年の時点でChroicocephalus属とする説を採用している。IOC World Bird List v14.2 で Saundersilarus属に移動された。

## 生態
干潟に生息する。
トビハゼなどの魚類、ヤマトオサガニなどの甲殻類、ゴカイ類などの多毛類などを食べる。低空を飛翔し、獲物を発見すると急降下して捕食する。
繁殖様式は卵生。植生のまばらな塩性湿原に、植物の茎を組み合わせた皿状の巣を作る。5月に3個の卵を産む。雌雄共に抱卵し、抱卵期間は約22日。

## 人間との関係
生息地では卵が食用とされることがある。
繁殖地である中華人民共和国での都市開発や農地開発・埋め立て・養殖池への転換などによる塩生湿地の破壊、開発および外来種であるSpartina alternifloraの侵入によるSuaeda glaucaの植生の減少、水位の変化、油田開発、食用の採集などによる影響が懸念されている。
日本
越冬地である干潟の開発により生息地は減少し、具体的な保護対策は行われていない。以前は最大の越冬地であった諫早湾は、干拓により干潟が消失したため越冬地として壊滅した。1986 - 2015年にかけて諫早湾干拓調整池周辺で行われた調査では、調整池が完成した1997年以降は確認数が減少し2001年以降は確認されなくなったとする報告例がある。曽根干潟で1975 - 1993年に行われた調査では、1976年に初めて本種の越冬が確認されてから少なくとも1993年にかけては越冬が確認されている。1988 - 1993年にかけては確認数が増加傾向にあり、1991年度は最大188羽、1992年度は最大213羽が確認されたという報告例がある。曽根干潟において91年度以降に越冬数が急増した要因として、沖合での土砂処分場建設に伴う浚渫工事の影響・流入河川での宅地開発に伴う干潟の泥質化・他の越冬地が改変されたことによる流入などの可能性が示唆されている。
絶滅危惧II類 (VU)（環境省レッドリスト）